# Iulops amalopa
Iulops amalopa är en fjärilsart som beskrevs av Turner 1922. Iulops amalopa ingår i släktet Iulops och familjen mätare. Inga underarter finns listade i Catalogue of Life.